# الصيف الخطير (رواية)
الصيف الخطير (بالإنجليزية: The Dangerous Summer)‏ من مؤلفات الروائي الأمريكي إرنست همنغواي، وهو من مؤلفاته غير القصصية القليلة. بدأ همنغواي تأليف الكتاب في أكتوبر 1959، وانتهى من تأليفه في مايو 1960، أعدَّ همنغواي النصَّ الأصلي ليُنشر في مجلة "لايف"، ونُشِر ما يقارب نصفه في سبتمبر من العام 1960، ثُمَّ تولت دار «تشارلز سكريبنرز سونز» نشر الكتاب بعد أن أعادت صياغته، ونُشِر في 1985 بعد وفاة همنغواي. يُعدُّ هذا العمل آخر ما كتبه همنغواي، ويصف المنافسة بين مصارعَي الثيران لويس ميجول دومينجين وصهره أنتونيو أوردونيز في صيف 1959.

## روابط خارجية
- الصيف الخطير على موقع الموسوعة البريطانية (الإنجليزية)